# Kasteel Oud Haerlem

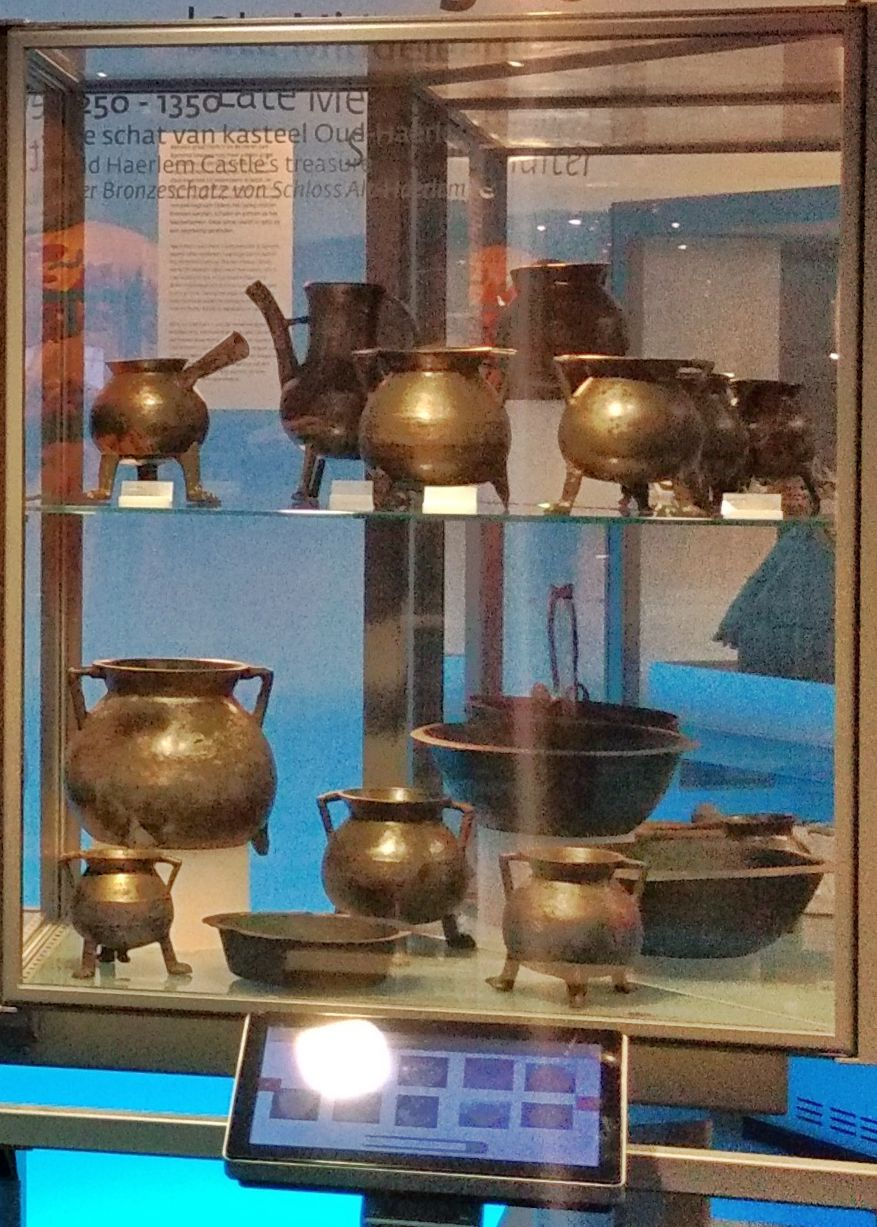
Bronsschat van Oud Haerlem in Huis van Hilde

Slot Oud Haerlem is een voormalig kasteel waarvan de resten zich aan de oostzijde van de Noord-Hollandse plaats Heemskerk bevinden, 400 meter ten zuidwesten van het uit een latere periode daterende Slot Assumburg. Het werd in 1248 gebouwd door Simon van Haerlem. In 1351, tijdens de Hoekse en Kabeljauwse twisten, werd het belegerd en verwoest. Het was toen eigendom van Jan II van Polanen die zelf tijdens het beleg dat ten minste enige maanden duurde niet aanwezig was. Bij luchtfotografie in de jaren 1930 is het kasteel 'herontdekt'.

## Archeologisch onderzoek
In 1960 is onder leiding van prof. J.G.N. Renaud archeologisch onderzoek gedaan naar resten van het slot. Het kasteel zelf is nooit onderzocht, alleen de voorburcht is in kaart gebracht. Bij dit onderzoek werd een belangrijke bronsschat gevonden. De in de ondergrond aanwezige resten van het kasteel worden niet bedreigd, daarom is besloten verder onderzoek over te laten aan latere generaties. Wat anno 2016 van het voormalige slot zichtbaar is zijn onregelmatige verhogingen in het weiland. Op sommige plaatsen zijn resten aan het maaiveld zichtbaar. Sinds 1977 staat dit bodemarchief op de lijst van archeologische rijksmonumenten.
In mei en juni 2020 is hernieuwd onderzoek gedaan door middel van bodemradar, een geofysische techniek (Electro Magnetische Inductie, ook wel: EMI) en magnometrie (MAG); de bodem blijft hierbij ongeroerd. Op deze wijze is het gehele terrein van 9.000 vierkante meter onderzocht op fundamenten van het kasteel en zijn de contouren van kasteel Oud-Haerlem vastgelegd. Het is gebleken, dat Renaud slechts een deel van het kasteel heeft aangetroffen en onderzocht.
Het in 2020 ontdekte kasteel meet 45 bij 45 meter, dateert uit circa 1250 en heeft circa een eeuw bestaan. Sinds de verwoesting in de 14e eeuw is het terrein niet verstoord en veel resten zijn nog in in goede conditie in de bodem bewaard gebleven. Nog niet eerder is een kasteel ontdekt van voor 1280 met een vierkante plattegrond. Mogelijk dat het dus niet door graaf Floris V, maar door zijn vader graaf Willem II is gebouwd.
Uit de interpretatie in 2021 van de in 2020 verzamelde gegevens is gebleken, dat het kasteel een voorhof met woningen en stallen, een voor- en een hoofdburcht, verschillende grachten, een ronde toren in een van de verdedigingswallen, en waarschijnlijk een tiende schuur bevatte.
Adrichem · Aelbrechtsberg · Akersloot · Amstel · Amsterdam · Assendelft · Assumburg · Banjaert · Beeckestijn · Berkenrode · Boekel · Bollenhofstede · Ten Bosch · Brederode · Caprera · Ter Coulster · Cranenbroek · Dampegeest · Eenigenburch · Egmond · Heemstede · Hilversum · Ilpenstein · Jan Aernts woninge van Bennebroek · Keggenrode · Ter Kleef · Kostverloren · Kronenburg · Marquette · Merestein · Middelburg · Muiderslot · Nederhorst · Nieuwburg · Nuwendoorn · Oud Haerlem · De Park · Poelenburg · Purmersteijn · Radboud · Huis te Ramp · Reewijk/Rietwijk · Rolland · Ruysdael · Schagen · Huis te Schoten · Sparenwoude · Te Spijk · Swanenburch · Sypesteyn · Tetrode · Teylingerbosch · Torenburg · Velsen · De Vlotter · Vogelenzang · Ter Wijc · Wijdenes · Ypestein · Te Zaanen